# Nysius kinbergi
Nysius kinbergi är en insektsart som beskrevs av Robert L. Usinger 1959. Nysius kinbergi ingår i släktet Nysius och familjen fröskinnbaggar. Inga underarter finns listade i Catalogue of Life.